# Portada/article febrer 1

## Ovella
Les ovelles, bens, xots, xais o corders (Ovis aries) són mamífers quadrúpedes remugants mantinguts com a bestiar. Com tots els remugants, les ovelles són artiodàctils, o animals amb peülles. Malgrat que el nom «ovella» s'aplica a moltes espècies, en l'ús quotidià gairebé sempre fa referència a Ovis aries. Les ovelles són l'espècie més nombrosa del seu gènere i molt probablement descendeixen del mufló salvatge d'Europa i Àsia.